# José Gaslini
José Bruno Gaslini (ur. ? – zm. ?) – argentyński piłkarz, grający podczas kariery na pozycji napastnika.

## Kariera klubowa
José Gaslini rozpoczął piłkarską karierę w CA Alvear. W latach 1923–1931 występował w Chacarita Juniors.
Z Chacarita Juniors awansował do argentyńskiej ekstraklasy w 1924. W 1925 z 16 bramkami był królem strzelców ligi argetynśkiej w formule AAF.

## Kariera reprezentacyjna
W reprezentacji Argentyny Gaslini występował w latach 1922-1924. W reprezentacji zadebiutował 28 września 1922 w wygranym 4-0 meczu z Chile podczas Mistrzostw Ameryki Południowej. Był to udany debiut, gdyż Gaslini w 75 min. ustalił 75 min. wynik meczu. 
Na turnieju w Rio de Janeiro wystąpił we wszystkich meczach z Chile, Urugwajem, Brazylią i Paragwajem.
Po raz ostatni w reprezentacji wystąpił 12 lipca 1925 w zremisowanym 1-1 meczu z Paragwajem, którego stawką była Copa Rosa Chevallier Boutell. Gaslini udanie pożegnał się z reprezentacją strzelając w 65 min. bramkę. Ogółem w barwach albicelestes wystąpił w 6 meczach, w których strzelił 2 bramki.
| Mecze i gole w reprezentacji | Mecze i gole w reprezentacji | Mecze i gole w reprezentacji | Mecze i gole w reprezentacji | Mecze i gole w reprezentacji | Mecze i gole w reprezentacji | Mecze i gole w reprezentacji |
| #                            | Data                         | Miasto                       | Przeciwnik                   | Gol                          | Wynik                        | Rozgrywki                    |
| ---------------------------- | ---------------------------- | ---------------------------- | ---------------------------- | ---------------------------- | ---------------------------- | ---------------------------- |
| 1.                           | 28.09.1922                   | Rio de Janeiro               | Chile                        | Gol                          | 4:0                          | Copa América                 |
| 2.                           | 08.10.1922                   | Rio de Janeiro               | Urugwaj                      |                              | 0:1                          | Copa América                 |
| 3.                           | 15.10.1922                   | Rio de Janeiro               | Brazylia                     |                              | 0:2                          | Copa América                 |
| 4.                           | 18.10.1922                   | Rio de Janeiro               | Paragwaj                     |                              | 2:0                          | Copa América                 |
| 5.                           | 22.10.1922                   | São Paulo                    | Brazylia                     |                              | 1:2                          | Copa Roca                    |
| 6.                           | 12.07.1925                   | Buenos Aires                 | Paragwaj                     | Gol                          | 1:1                          | Copa Chevallier Boutell      |